# Agony (band)
Agony was een Zweedse thrashmetalband. De band bracht één album uit.

## Artiesten
- Peter Lündstrom - zang
- Magnus Sjölin - gitaar
- Conny Wigström - gitaar
- Pele Ström - gitaar
- Nappe Benschemsi - basgitaar
- Tommy Moberg - drums

## Discografie
- 1988 - The First Defiance (Under One Flag Records)